# Accademia degli Immobili

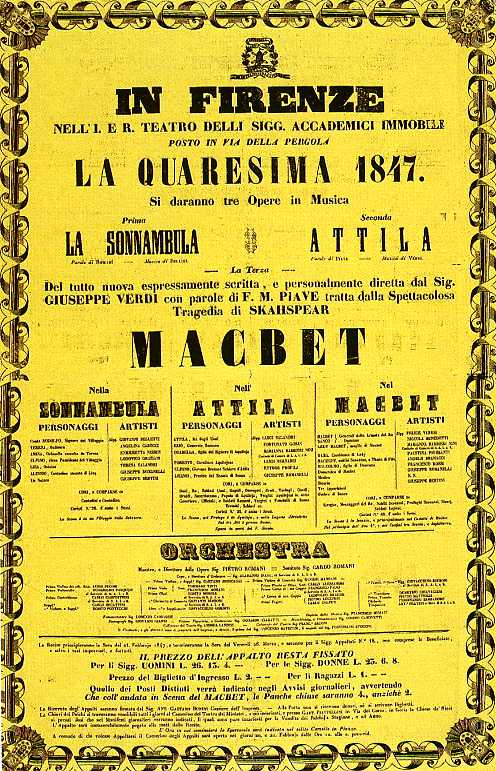
Locandina della prima del Macbeth al teatro "dei Sigg. Accademici Immobili"

L'Accademia degli Immobili è una delle accademie fiorentine che animavano la vita culturale della città nei secoli soprattutto XVII e XVIII. È nota soprattutto per aver fatto nascere il teatro della Pergola.

## Storia
Fondata nel 1644 come accademia degli Infocati, dopo aver superato alcuni problemi logistici, l'accademia ottenne tramite l'intercessione del cardinale Giovan Carlo de' Medici, fratello del granduca Ferdinando II de' Medici, il dismesso tiratoio della Pergola dove, a partire dal 1652, avviarono la costruzione di un nuovo e modernissimo teatro, disegnato da Ferdinando Tacca e costruito, invece che con le solite gradinate all'antica, da tre ordini di "gabinetti", cioè palchetti lignei sorretti da colonne. Aveva inoltre un'innovativa forma ovale in pianta, per ottenere un'ottima resa acustica.
Secondo il repertorio Bargellini-Guarnieri, nel 1652, a causa del gran numero di iscritti, una parte degli Infocati (che avevano sede in via del Cocomero, in quello che poi sarà il teatro Niccolini) si separò dando origine a una nuova istituzione, chiamata gli Immobili.
Il teatro fu inaugurato nel carnevale del 1657. Dopo un periodo iniziale di grande fulgore, l'Accademia, a cui partecipavano prevalentemente i membri della classe dirigente cittadina, ridusse notevolmente la sua attività, anche per le vicissitudini legate alla dinastia regnante. Nel 1718, sotto Giangastone de' Medici, essi divennero proprietari esclusivi del teatro, liquidando l'Arte della Lana (già proprietaria del tiratoio e comproprietaria del nuovo stabile). Fu rinnovato allora lo statuto e ci si dotò di un impresario teatrale esterno, aprendo il teatro al pubblico pagante (fino ad allora era riservato ai membri dell'Accademia e ai personaggi della corte).
Col tempo gli accademici, ormai non più impegnati nella gestione teatrale, rimasero proprietari del teatro finché nel 1942 non fu acquistato dall'Ente Teatrale Italiano. L'Accademia, tuttora esistente, possiede ancora un palco e gestisce l'archivio e i locali che la ospitano.